# Gorua partita
Gorua partita är en fjärilsart som beskrevs av Walker 1865. Gorua partita ingår i släktet Gorua och familjen nattflyn. Inga underarter finns listade i Catalogue of Life.